# Aristolochia sempervirens
Aristolochia sempervirens is een verhoutende, groenblijvende, 0,5–5 m hoge slingerplant uit de pijpbloemfamilie. De bladeren zijn leerachtig, donkergroen, tot 10 cm lang en aan de basis breed-hartvormig met lobben die niet meer dan één zevende van de lengte van de bladschijf uitmaken.

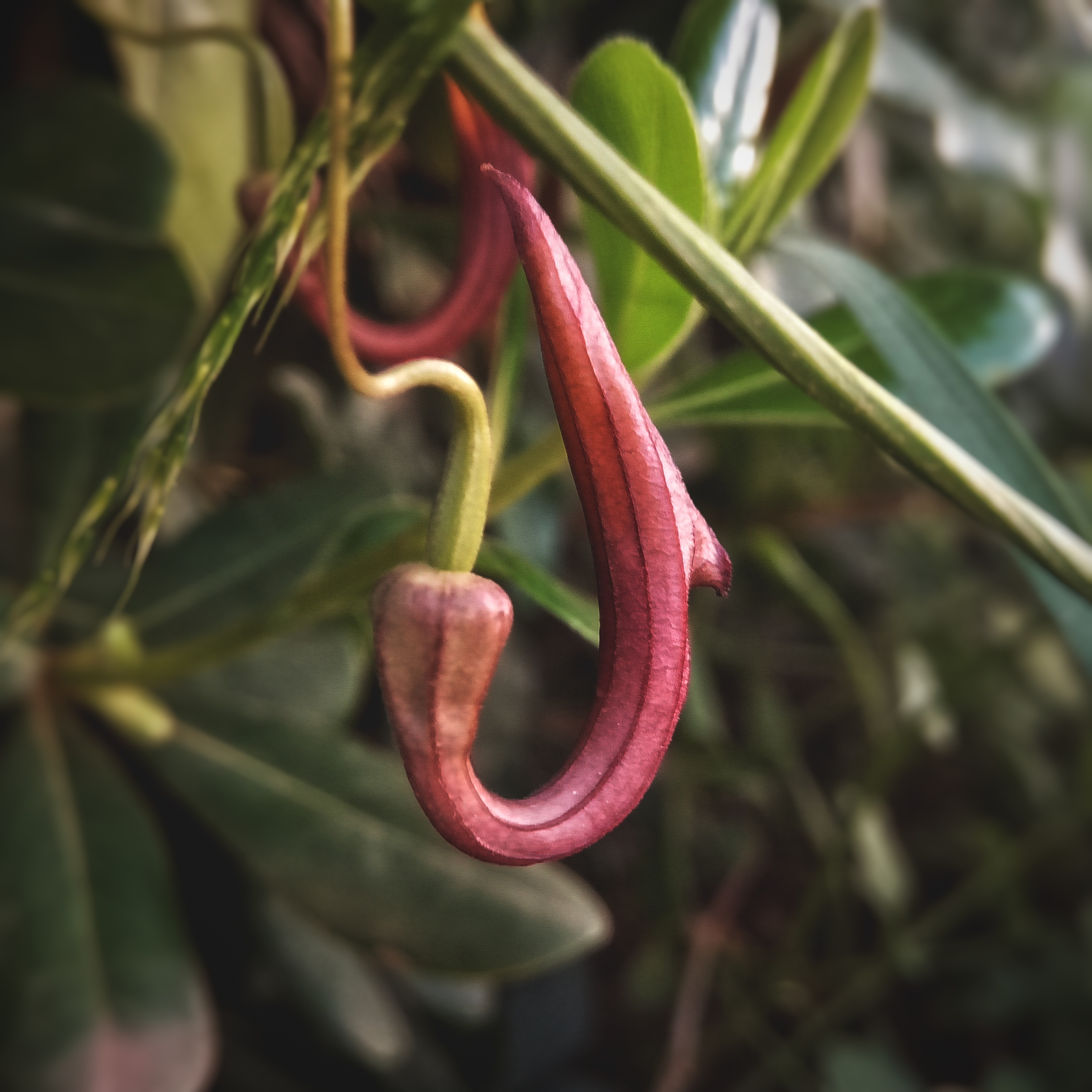
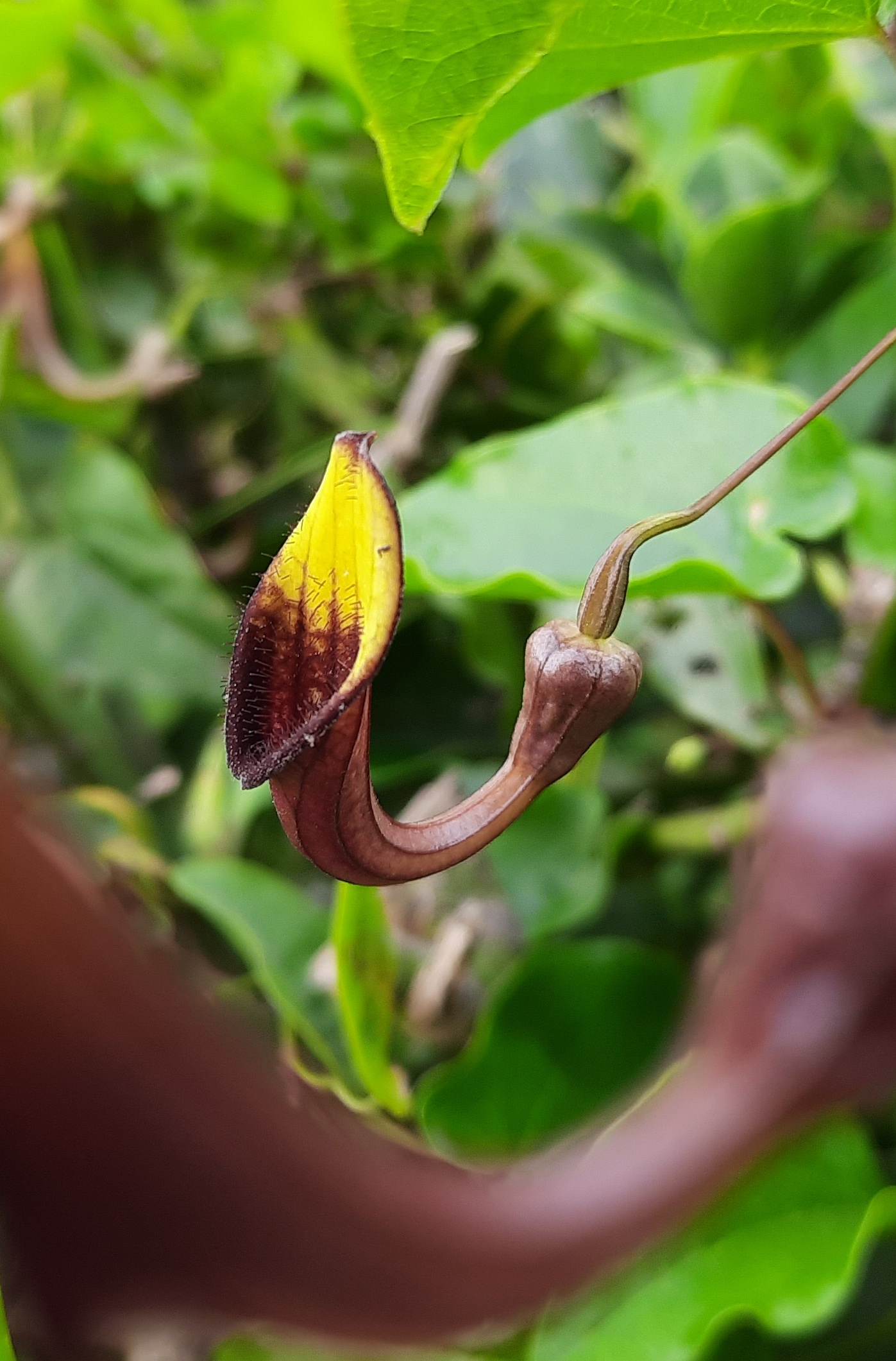
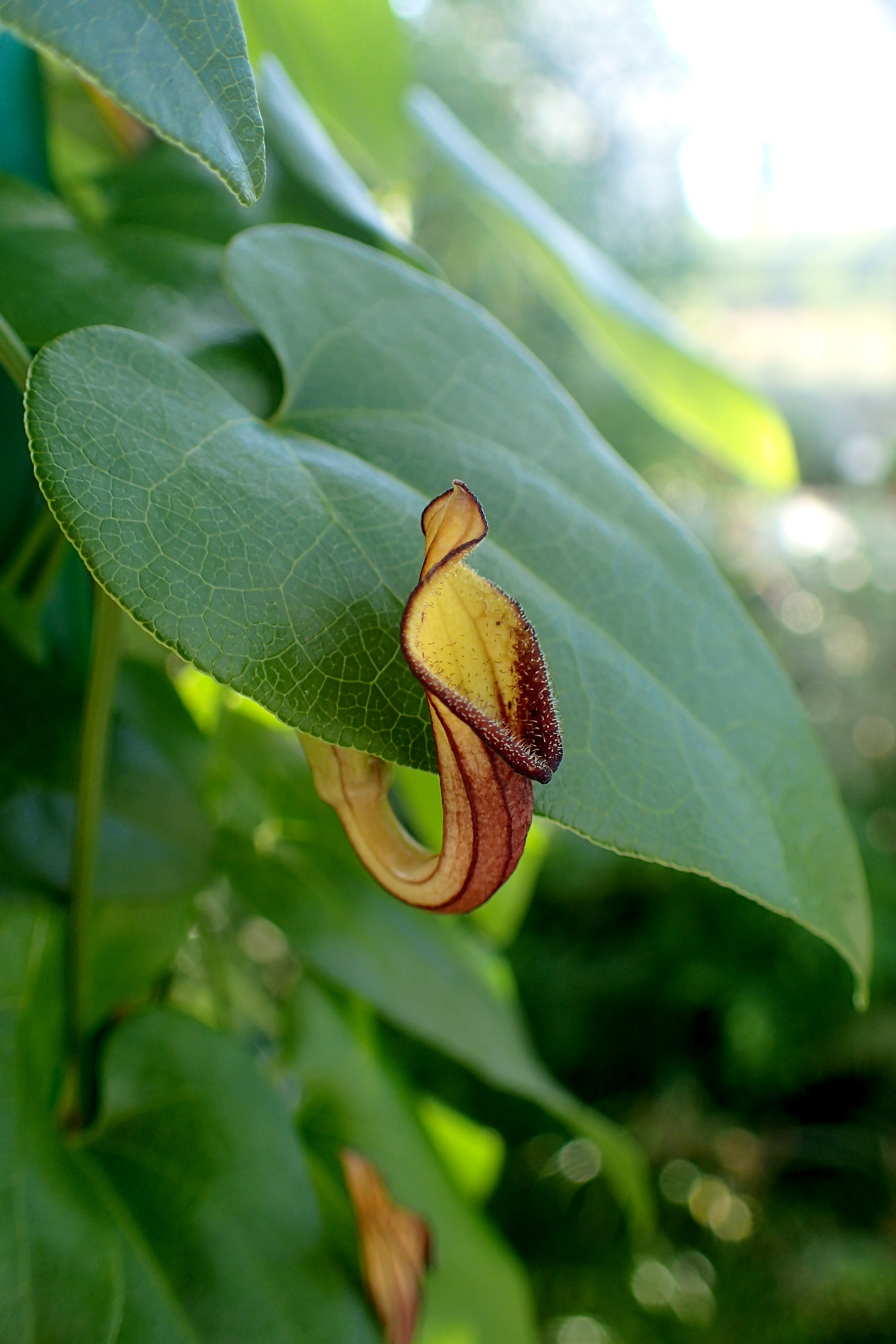
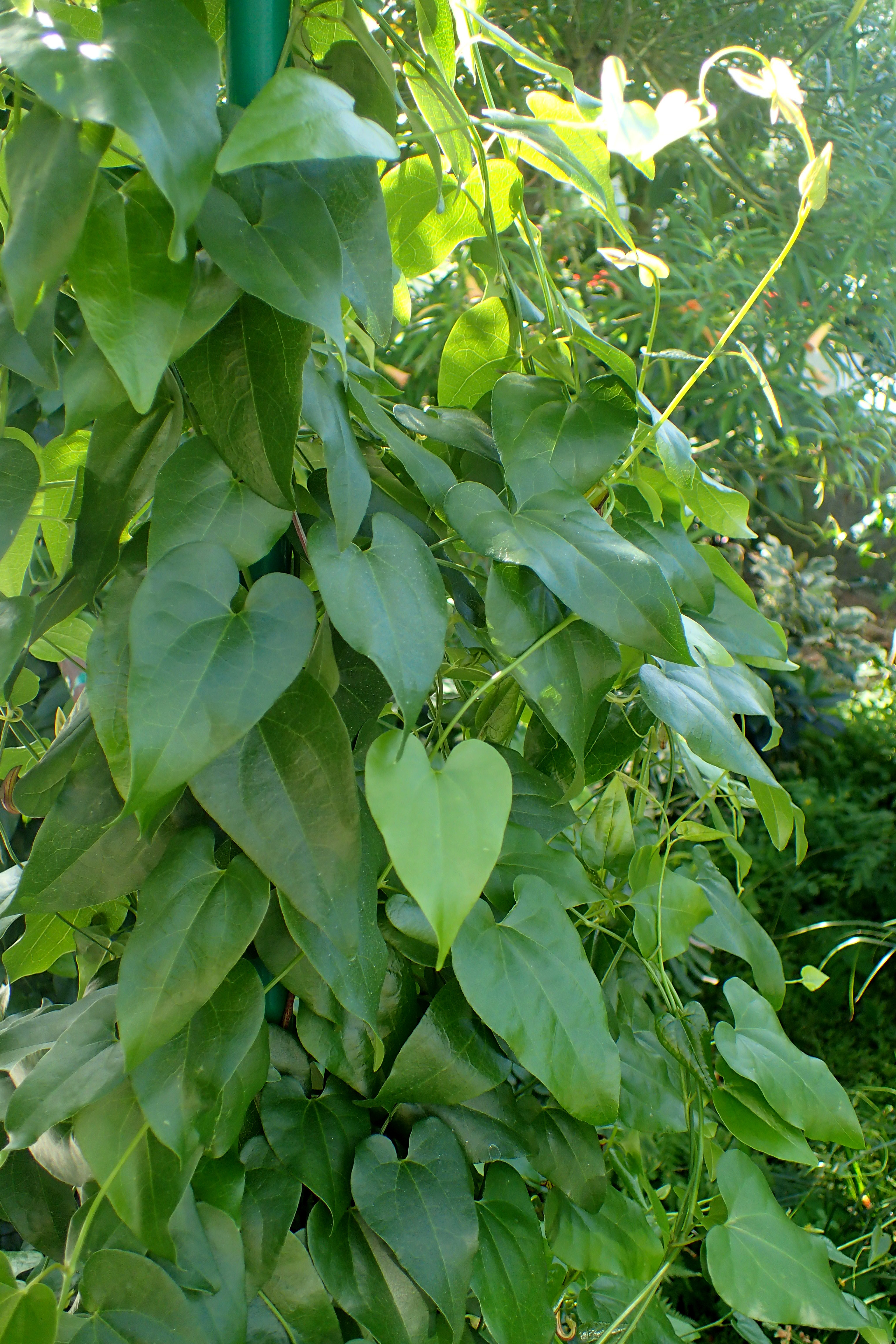
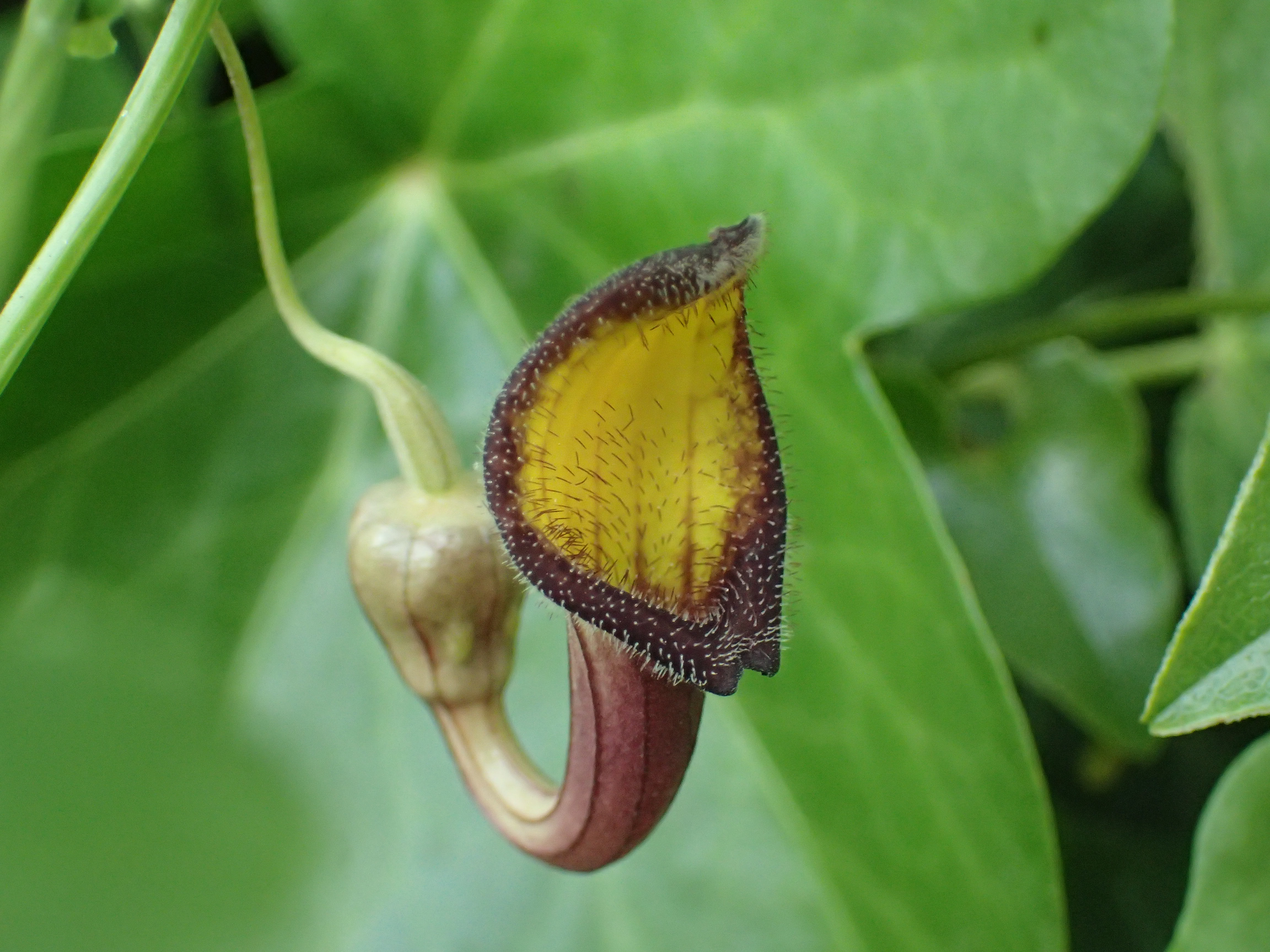
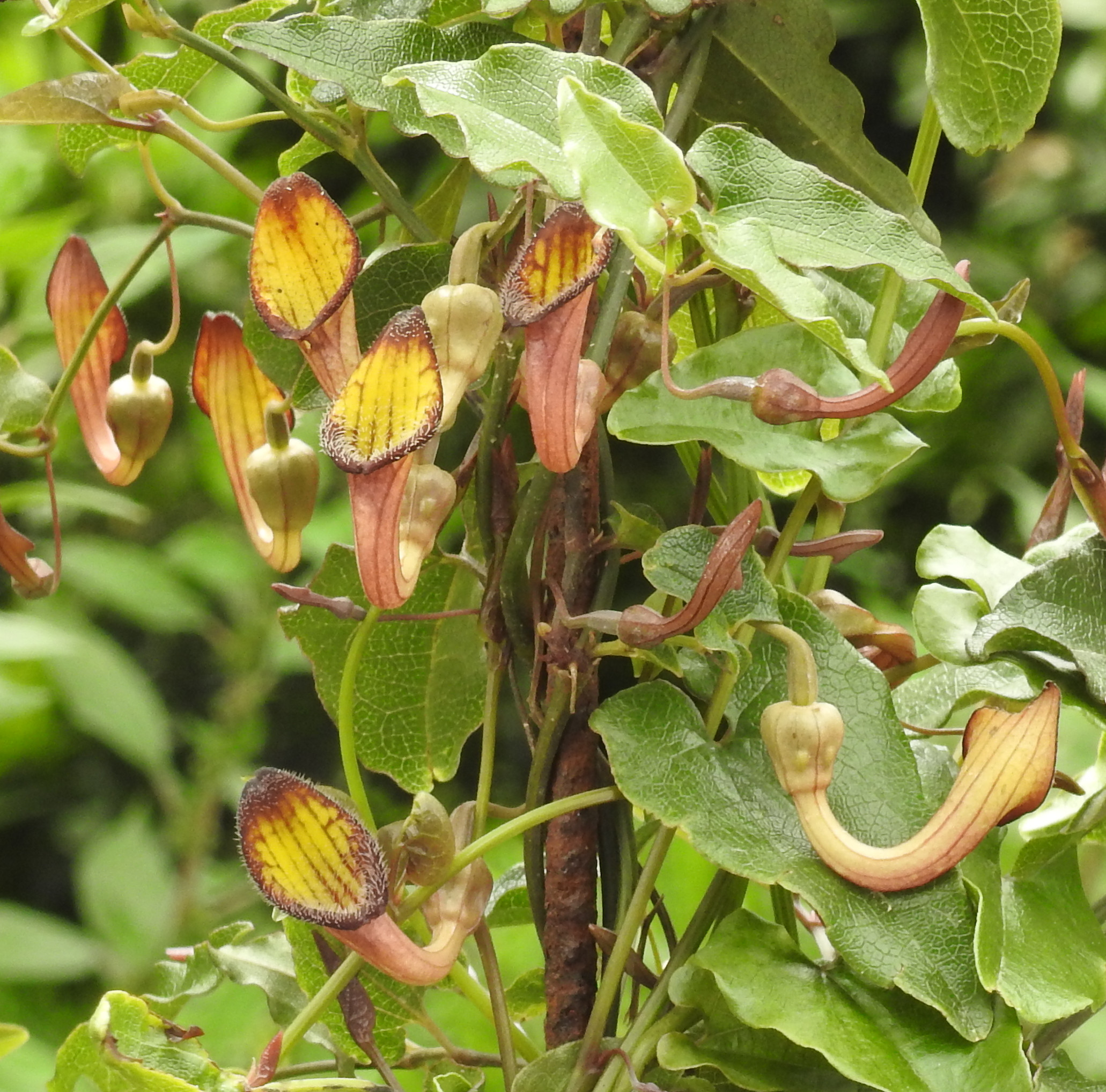

De bloemen staan op een zijdebehaarde bloemsteel, zijn 2–6 cm lang en hebben een sterk gebogen bloembuis met een zoom die aan de binnenkant geel met purper gekleurd is en aan de rand purper of purperbruin van kleur is. De vruchten zijn 1–4 cm lange, cilindrische doosvruchten.
Aristolochia sempervirens komt voor in Zuid-Griekenland, op Kreta, in Zuid-Italië en op Sicilië in vochtige, schaduwrijke bossen, struikgewassen en hagen, in rotsvelden en bij droge muren tot op hoogtes van 2000 m.